# Marginalia (geslacht)
Marginalia is een geslacht van vliesvleugeligen uit de familie Pteromalidae. De wetenschappelijke naam van dit geslacht is voor het eerst geldig gepubliceerd in 2000 door Priyadarsanan.

## Soorten
Het geslacht Marginalia is monotypisch en omvat slechts de volgende soort:
- Marginalia religiosae Priyadarsanan, 2000